# Братство по оружию (учения, 1980)
«Братство по оружию» (нем. Waffenbrudershaft, англ. Brotherhood in Arms) — общевойсковые учения СССР и стран Варшавского договора, проходившие летом — осенью 1980 года на территории ГДР и прилегающей к ней акватории Балтийского моря. В учениях принимали участие части и подразделения вооружённых сил СССР, ГДР, ПНР, ВНР, ЧССР, СРР, НРБ. Проводились по планам Объединенного командования войск государств — участников Варшавского договора. Учениями руководил Министр национальной обороны ГДР генерал армии Г. Гофман.

## Открытие учений
За несколько дней до начала учений «Братство по оружию-80» советских воинов пригласили в город Засниц, в Музей В. И. Ленина. В другом городе военные моряки СССР и ГДР, местные жители возложили венки к памятнику жертвам фашизма.
В торжественной обстановке проходил митинг по случаю вручения десантному кораблю дважды Краснознаменного Балтийского флота «Донецкий шахтёр» Почетного знамени Общества германо-советской дружбы. Выступивший на митинге член Политбюро ЦК СЕПГ, президент общества Э. Мюккенбергер выразил твердую уверенность в том, что личный состав корабля будет достойно нести эстафету братства по оружию.

## Ход учений

### Воздушно-десантный компонент учений
Происходила выброска 234-го гвардейского парашютно-десантного полка гвардейской Краснознаменной Черниговской воздушно-десантной дивизии на территории ГДР. О ходе десантирования вспоминает в своих записках Главком ВДВ Генерал армии Д. С. Сухоруков:

В 1980 году на территории Германской Демократической Республики состоялись учения «Братство по оружию-80». Десантировался полк Псковской дивизии. Десантирование проходило в исключительно сложных метеорологических условиях, прыжки с парашютом десантникам пришлось совершать из-за облаков, низко нависших над самой землёй. Присутствующие на учениях министры обороны стран Варшавского договора слышали гул самолётов где-то за облаками. На земле в тумане были слышны взрывы — это начали приземляться боевые машины с реактивными системами десантирования. Купола парашютов стали просматриваться только в 50 — 100 метрах от земли. Полк в этих погодных условиях десантировался,  получив травмы.
Присутствующие на смотровой площадке были восхищены выучкой десантников. Министр обороны СССР объявил всему личному составу благодарность и наградил полк за мужество и воинскую доблесть вымпелом министра обороны.
— Сухоруков Д. С. «Записки командующего-десантника»
Это был первый случай в истории ВДВ когда был десантирован полк (1200 человек) с высоты 400 метров в два потока из самолётов Ил-76 в сложных метеоусловиях.
В учениях также участвовали балтийские морские пехотинцы.
От дружественной Национальной народной армии ГДР в учениях участвовал 40-й парашютно-десантный батальон.

## Итоги
Учения «Братство по оружию» окончились военным парадом в Магдебурге 12 сентября 1980 года.
После выполнения боевой задачи в расположение 234-го гв. парашютно-десантного полка в район учений прибыл заместитель начальника Главного политического управления армии ГДР полковник Билан с группой офицеров. На митинге он поздравил гвардейцев с успешным выполнением боевой задачи и вручил несколько коробок с памятными нагрудными знаками участникам учений «Братство по оружию», а также различные сувениры каждому десантнику — участнику совместных учений.
Учения «Одра — Ниса», «Щит» и «Братство по оружию», в отличие от предыдущих учений, характеризовались более широким кругом решаемых задач оперативной подготовки, территориальным размахом и большой численностью задействованных войск.
По мнению Пентагона к учениям было привлечено повышенное внимание, которое проявилось в широком освещении хода учений в печатных изданиях стран Варшавского договора. По приблизительным подсчётам к участию в учениях было привлечено 40 тыс. военнослужащих.
Учения «Братство по оружию» явились серьёзным экзаменом для Объединенных вооруженных сил; полученные в ходе учений выводы по вопросам тактики и оперативного искусства оказали значительное влияние на обучение войск в последующие годы.